# 슬로바키아 문학
슬로바키아의 문학(-文學)은 19세기 중엽의 낭만주의 시대부터 사실상 시작되었다. 슬로바키아 문학사상 최대의 시인 파볼 오르사그 흐비에츠도슬라프(Pavol Országh Hviezdoslav)가 나타났고, 그 후 상징주의 근대 시인 I. 크라스코가 새로운 경향을 보였다. 20세기를 맞이하여 근대 시인으로는 L. 므냐치코, L. 노보메스키가 유명하며, 20세기 중엽부터는 산문이나 시에도 수많은 인재가 배출되고 있다. 시인인 M. 루프스·M. 바레크, 소설가인 V. 미나치·A. 베드나르·V. 빈첸트 시크라 등이 유명하다.